# Потрібна солістка
«Потрібна солістка» (латис. Vajadzīga soliste) — радянський художній фільм режисера Геннадія Земеля, знятий на Ризькій кіностудії у 1984 році.

## Сюжет
Естонська музична група «Маски» з міста Валга може виграти престижний конкурс, але з певних причин у музикантів немає можливості зібратися в призначений термін. До них на допомогу приходить музичний колектив «Бобри», що недавно розпався, з сусіднього латвійського міста Валка. За ті кілька годин, що залишалися до виступу, хлопцям вдалося зібрати повний склад і перемогти на конкурсі.
На церемонії вручення призів організаторам стало відомо, що формально були порушені правила проведення конкурсу. Не ставлячи під сумнів якість виконання, було вирішено не присуджувати першого місця. Але це рішення не вплинуло на чудовий настрій, з яким щойно виступали музиканти. До того ж, для обох солістів ці раптові концертні клопоти послужили чудовим приводом для налагодження відносин.

## У ролях
- Лелде Вікмане —  Евія  (вокал — Мірдза Зівер)
- Юрій Мороз —  Яніс  (вокал — Каспар Дімітерс)
- Мірдза Мартінсоне —  Хелга  (вокал — Лайма Вайкуле)
- Хельмут Калниньш —  Петеріс
- Варіс Ветра —  Егіл
- ніс Яранс —  Хабекс
- Андріс Лієлайс —  Айгарс
- Яніс Паукштелло —  Ансіс
- Андріс Берзіньш —  Анджа

## Знімальна група
- Автор сценарію: Гунарс Лієдагс
- Режисер-постановник: Геннадій Земель
- Оператор-постановник: Харій Кукелс
- Художник-постановник: Дайліс Рожлапа
- Композитор: Зігмар Лієпіньш